# Manon 20 ans
Manon 20 ans est une mini-série télévisée française en trois épisodes de 52 minutes créée et réalisée par Jean-Xavier de Lestrade en 2016 et diffusée le 1er juin 2017 sur Arte. Il s'agit de la suite de 3 x Manon du même auteur et réalisateur diffusée en 2014.

## Synopsis
Manon a désormais 20 ans. À sa sortie du centre éducatif fermé, elle a obtenu un BTS de mécanique et tente – alors que sa vie sentimentale chancelle – d'entrer dans la vie professionnelle comme mécanicienne dans un garage, qui ne lui propose finalement qu'un poste à l'accueil-client.

## Fiche technique
- Titre : Manon 20 ans
- Réalisation : Jean-Xavier de Lestrade
- Scénario : Antoine Lacomblez et Jean-Xavier de Lestrade
- Musique : Alexandre Lessertisseur
- Directrice de la photographie : Isabelle Razavet
- Son : Antoine Mercier et Dominique Lacour
- Décors : Léa Philippon
- Costumes : Valérie Mascolo
- Montage : Sophie Brunet (image) Élisabeth Paquotte (son)
- Production : Nicole Collet
- Sociétés de production : Image et Compagnie, Arte France, avec la participation de TV5 Monde et du CNC
- Pays d'origine :  France
- Langue originale : Français
- Durée : 3 x 52 minutes
- Date de diffusion : 1er juin 2017 sur Arte

## Distribution
- Alba Gaïa Bellugi : Manon Vidal
- Théo Cholbi : Bruno, mécanicien du garage et compagnon de Manon
- Déborah François : Jennifer Bressan, secrétaire de direction du garage et compagne de Manon
- Claire Bouanich : Lola, amie et ex-pensionnaire du centre éducatif fermé
- Marina Foïs : Monique, la mère de Manon
- Yoann Blanc : M. Hervé, le maître d'atelier
- Charlie Nelson : François Losmel, le directeur du garage
- Xavier Mathieu : Roland Vidal, le père de Manon
- Christelle Cornil : Mme Vidal, la femme de Roland Vidal
- Grégory Gatignol : Jordy
- Clément Bertani : Étienne
- Évelyne Istria : Mme Saint-Jean
- Phénix Brossard : Marco
- Vincent Dubois : Père de Bruno
- Christine Joly : Mère de Bruno

## Production

### Développement
Bien qu'une suite à la mini-série fût envisagée dès la fin du tournage de 3 x Manon, le réalisateur Jean-Xavier de Lestrade souhaitait que l'actrice principale grandisse et évolue sur le plan personnel pour mettre en œuvre le projet de Manon 20 ans,.

### Tournage
Le tournage s'est déroulé à l'été 2016 dans la région Centre en Indre-et-Loire, dans les communes de Tours, Joué-lès-Tours, L'Île-Bouchard et Azay-le-Rideau notamment.

## Accueil
Manon 20 ans est regardé par 661 000 téléspectateurs, en France, – soit 2,90 % de parts de marché – lors de sa diffusion le 1er juin 2017 sur Arte.
Le réalisateur déclare envisager une suite, dans cinq à six ans, à cette seconde mini-série consacrée à l'évolution du personnage de Manon.
À l'international, les deux saisons de la série reçoivent un très bon accueil, notamment de la part du New York Times qui l'inclut en décembre 2019, de manière notable à la 26e position – soulignant la « grâce et la compassion » de ce portrait d'une adolescente à problème lors de son passage à l'âge adulte –, dans sa liste des trente meilleures séries étrangères des années 2010 (avec deux autres séries françaises : Le Bureau des légendes, troisième, et Les Revenants, 23e),.

## Prix et distinctions
- Festival des créations télévisuelles de Luchon 2017 :
  - Pyrénées d’or de la meilleure série / mini-série / collection
  - Prix de la meilleure interprétation féminine pour Alba Gaïa Bellugi
  - Prix du meilleur scénario pour Antoine Lacomblez et Jean-Xavier de Lestrade
  - Prix de la meilleure musique originale pour Alexandre Lessertisseur